# ビル・ブレア
ビル・スターリング・ブレア (英語: Bill Sterling Blair) は、カナダの政治家。2023年7月から2025年5月まで同国国防大臣を務めた。

## 経歴
ブレアは1954年、オンタリオ州スカーバローで警察官の父の下に誕生した。1970年代半ばにトロント大学スカボロ校に入学したとき、法律か金融の学位取得を検討していた。当初は経済学を学んでいたが大学を中退。後に復学し経済学と犯罪学の学士号を取得した。

### 警察官として
ブレアは大学在学中に金を稼ぐためにトロント首都圏警察に入隊し、パートタイムで授業を受け始めた。犯罪学を学んだあとはコカインの押収や警察と地域の関係の正常化等を担当した。

1999年、ブレアは退任するデビッド・ブースビー署長の後任候補となったが、メル・ラストマントロント市長はマイク・ハリス (政治家)州首相の支持を得て、当時ヨーク地域警察署長であったジュリアン・ファンティーノを後任に任命した。ファンティーノのトロント警察署長就任後の組織再編後、ブレアは刑事活動責任者となった。

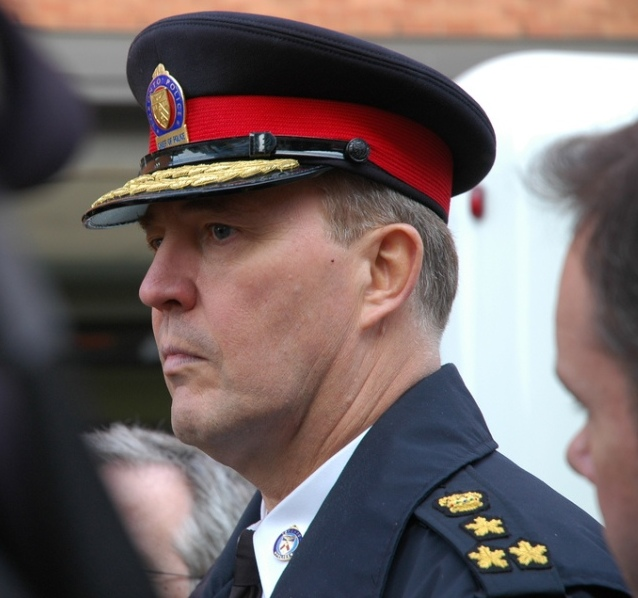
2015年、署長時代のブレア

ブレアは2005年4月初旬にトロント警察委員会によりトロント警察署長に選出され(賛成4反対2)、2005年4月26日にトロント警察署長に任命された。
警察署長在任中の最後の数年間、ブレアはトロント警察委員会の複数のメンバーと、提案された警察の改革や警察予算の削減をめぐって対立していた。2014年7月30日、委員会はブレアを3期目の警察署長に任命しないと発表した。ブレアは2015年4月25日に契約満了とともに警察を退官し、マーク・サンダース副署長が後任となった。

### 政治家として
2015年10月19日、ブレアは第42回カナダ議会のスカボロー南西選挙区から庶民院議員に選出された。
2016年1月、ブレアはカナダでの大麻合法化計画の策定を任務とする連邦・州タスクフォースの責任者に任命された。2017年1月28日、ブレアは法務大臣政務官に任命された。2017年9月19日、保健大臣政務官に転任。
2018年7月18日、ブレアは国境警備・組織犯罪対策大臣に任命され、閣僚入りを果たした。
ブレアは第43回カナダ議会で再選された直後の2019年11月20日に公安・緊急事態準備大臣に任命された。ブレアは公安・緊急事態準備大臣在任中、 COVID-19パンデミック中のカナダとアメリカの国境閉鎖を監督した。
ブレアは2021年10月26日に枢密院議長に就任し、第44回カナダ議会に再選された直後に公安に関する職務を外し、緊急事態準備大臣に就任した。2021年11月、ブレアは土砂崩れや洪水を引き起こした豪雨の中、ブリティッシュコロンビア州太平洋岸の人々を援助するカナダ軍の活動を監督した。2022年9月、ブレアはハリケーン・フィオナへの政府の対応を調整した。
2023年7月、内閣改造で国防大臣に転任した。2025年3月13日にトルドーが首相を退きマーク・カーニーが新首相に就任したが、ブレアは国防大臣に留任した。2025年4月の総選挙を経て5月13日に改造内閣が発足し国防大臣を退任。

## 栄典
| リボン | 勲章                                                    |                                                  |
|        | 警察功労勲章(COM)                                       | - 司令官・ - 警察官・2007年1月11日               |
|        | 聖ヨハネ騎士団                                          | - メンバー                                       |
|        | クイーン・エリザベス2世ダイヤモンド・ジュビリー・メダル | - 2012年 - カナダ版メダル                        |
|        | 警察模範功労勲章                                        | - メダル・1997年7月17日 - 第1バー・2007年6月21日 |